# Адвайта-веданта
Адвайта-веданта — напрямок в індійській філософії, одна зі шкіл веданти поряд із двайта-ведантою та вішіштадвайтою. Адвайта означає неподвійна. Адвайта-веданта моністична система, яка притримується думки про ідентичність атмана (індивідуального духу) та брахмана (світового духу).
Основними текстами для всіх шкіл веданти є прастханатраї, що складається з Упанішад, Бгагавад-Гіти та Брахма-сутр. 
Погляди адвайти консолідував Аді Шанкара, а першим їх почав пропагувати учитель учителя Шанкари Ґаудапада. 

## Брахман
Адвайта-веданта вважає, що Брахман (Бог, Верховна космічна істота) єдина справжня реальність. Найкраще Брахман можна описати як безмежну, повсюдну, всемогутню, нетілесну, безособисту, трансцедентальну дійсність, що є основою будь-якого буття. Брахман часто описують словами неті неті (не те, не те), бо його неможливо змалювати, вказавши на щось конкретне. Брахман першопричина всіх сил, всіх субстанцій, будь-якого буття. Він невизначена, ненароджена істотня правда, вічна й абсолютна. Намагання описати Брахман схоже на намагання сліпого описати колір.